# عريش الملك عبد العزيز
عريش الملك عبد العزيز، أحد المعالم التاريخية في بلدة السلمية بمحافظة الخرج التابعة لمنطقة الرياض في المملكة العربية السعودية.
أنشئ في مزارع أوقاف الإمام عبدالرحمن بن فيصل آل سعود عام 1337هـ، وكان الملك عبد العزيز يتخذ منه مجلسا في زياراته المتكررة للخرج خصوصاً خلال فترة الصيف.
أعيد بناء العريش ضمن مشاريع تأهيل وتهيئة المعالم والمواقع التاريخية في المملكة، حيث تم في المشروع إعادة بناء المجلس باستخدام العروق والخشب بمساحة 100 متر مربع، والسور الطيني التراثي والبوابات وتوفير منطقة جلوس، إلى جانب ترميم البئر والسواني وتشجير الموقع وتجهيزه بالممرات.